# عروس (فیلم ۱۳۶۹)
عروس فیلمی ایرانی در ژانر درام به کارگردانی بهروز افخمی و نویسندگی بهروز افخمی و علیرضا داوودنژاد محصول سال ۱۳۶۹ است. در این فیلم نیکی کریمی و ابوالفضل پورعرب به ایفای نقش پرداختند. اکران فیلم از سال ۱۳۷۰ آغاز شد و تا سال ۱۳۷۹ ادامه داشت. در این مدت عروس توانست با جذب ۵ میلیون و ۲۲۵ هزار مخاطب یکی از پربیننده‌ترین فیلم‌های سینمای ایران در طول سال‌های اکران خود در سالن‌های سینما باشد.

## خلاصه داستان
حمید (ابوالفضل پورعرب) پسری است که تازه از دانشگاه فارغ‌التحصیل شده و شغل و درآمدی ندارد و عاشق دختری به نام مهین (نیکی کریمی) می‌شود که خانواده او از وضعیت مالی خوبی برخوردارند و اختلاف طبقاتی باعث می‌شود که پدر عروس با ازدواج آنها مخالفت کند. حمید برای رسیدن به دختر مورد علاقه‌اش وارد قاچاق دارو می‌شود و رضایت پدر عروس را به دست می‌آورد. حمید و مهین برای ماه عسل به شمال سفر می‌کند و در بین راه با زنی تصادف می‌کند و حمید از ترس مجازات علیرغم مخالفت مهین فرار می‌کند، چون حمید برای کمک به مصدوم برنمی گردد مهین خودش برای کمک به مصدوم به بیمارستان مراجعه می‌کند و در طی این مدت متوجه کارهای غیرقانونی حمید می‌شود و قصد جدائی از حمید را دارد. حمید توضیح می‌دهد که کارهای غیرقانونی او به خاطر او و پدرش بوده و حالا برای رهایی از مشکلات باید به او کمک کند…

## بازیگران
- ابوالفضل پورعرب
- نیکی کریمی
- عباس امیری مقدم
- سید علی سجادی‌حسینی
- فرحناز منافی‌ظاهر
- معصومه اسکندری

## فروش
میزان فروش فیلم به تفکیک سال نمایش، به شرح زیر است:
| سال    | تعداد بلیت | میزان فروش  | منبع   |
| ------ | ---------- | ----------- | ------ |
| ۱۳۷۰   | ۴٬۴۲۳٬۵۳۸  | ۱۱۵٬۲۷۷٬۵۸۳ | [ ۱ ]  |
| ۱۳۷۱   | ۳۷۲٬۸۴۰    | ۱۰٬۸۹۳٬۲۰۶  | [ ۲ ]  |
| ۱۳۷۲   | ۱۶۰٬۳۵۷    | ۷٬۲۲۴٬۰۸۳   | [ ۳ ]  |
| ۱۳۷۳   | ۱۲۲٬۲۶۸    | ۵٬۹۷۰٬۸۱۰   | [ ۴ ]  |
| ۱۳۷۴   | ۱۱۲٬۳۶۰    | ۷٬۹۱۰٬۵۸۰   | [ ۵ ]  |
| ۱۳۷۵   | ۱۵٬۵۱۵     | ۱٬۶۲۹٬۲۱۰   | [ ۶ ]  |
| ۱۳۷۶   | ۶٬۸۷۲      | ۸۶۲٬۰۰۰     | [ ۷ ]  |
| ۱۳۷۷   | ۵٬۸۵۰      | ۹۷۲٬۰۰۰     | [ ۸ ]  |
| ۱۳۷۸   | ۵٬۷۳۱      | ۱٬۴۹۰٬۲۵۰   | [ ۹ ]  |
| ۱۳۷۹   | ۵۰         | ۱۵٬۰۰۰      | [ ۱۰ ] |
| جمع کل | ۵٬۲۲۵٬۳۸۳  | ۱۵۲٬۲۴۴٬۷۲۲ |        |

## نقدها
- مرتضی آوینی در یادداشتی با نام مستعار فرهاد گلزار[۱۱] دربارهٔ این فیلم گفته است: «عروس فیلمی است استادانه و نمونه‌ای از سینمایی مطلوب. اصل مطلب این است که افخمی سینما را همان‌طور که باید باشد دیده است نه بیش‌تر و نه‌کمتر. انتخاب پورعرب برای این نقش بسیار عالی و بازی او بی‌نقص است، چه جایزه بگیرد و چه نگیرد. تماشاگر همه چیز را باور می‌کند و هیچ لکه تاریکی نمی‌یابد تا به تعارض میان واقعیت با آنچه که در فیلم می‌گذرد پی‌ببرد. موسیقی فیلم آنقدر خوب روی فیلم نشسته بود تا آخر به یاد نیاوردم که فیلم موسیقی دارد. در فیلم «عروس»، عشق بین زن و مرد نیز صورتی واقعی داشت؛ نه صورتی افسانه‌ای آنسان که در روان‌شناسی اعماق طرح می‌شود و نه حالتی اروتیک، آن سان که در فیلم «نوبت عاشقی». همه چیز واقعی بود و در عین حال، واقعیتی عظیم‌تر از پس همه وقایع جلوه داشت.»[۱۲]
- مسعود فراستی در پاسخ به این که آیا عروس فیلم مطلوب سید مرتضی آوینی است گفته است: مرتضی خیلی با حساب و کتاب اسم مستعار در پایین مطالبش می‌زد؛ یعنی «فرهاد گلزار»، مرتضی آوینی هست و نیست. مرتضی اهل پنهان کردن خود نبود. اما اهل این بود که به مصلحت‌ها فکر کند، یک جا بزند مرتضی آوینی و جای دیگر بزند فرهاد گلزار، همچنان که مطالبی که در مورد مخلباف می‌نوشت به نام گلزار چاپ می‌کرد، اما مطلب دیده‌بان را زده سید مرتضی آوینی. مطلب که در مورد فیلم‌های روشنفکری می‌نوشت به نام فرهاد گلزار می‌زد چون این اسم آن فرد روشنفکری بود که از روشنفکری برگشته بود، سید مرتضی آوینی هم که خودش بود. سینمای ارزشی‌اش مشخص است. سینمای فرهنگی‌اش هم روشن است؛ این درست نیست که بگوئیم سینمای مطلوب مرتضی، عروس بود. … اسم مرتضی بالای مطالب دیده‌بان و مهاجر درشت می‌خورد سید مرتضی آوینی اما روی مطلب فیلم عروس می‌خورد فرهاد گلزار، این یعنی چی؟ یعنی کمی فکر کنند که چرا اسم اصلی‌اش را بالای مطلب نزده. خیلی‌ها هم همان موقع فهمیدند فرهاد گلزار همان مرتضی است. … از مطالب فرهاد گلزار دفاع می‌کرد اما حد دفاع را می‌گویم. این نبود که مرتضی با اسم فرهاد گلزار خلاف نظر خود مطلب بدهد و با اسم مرتضی، مطالب خودش را بدهد، مطالبش درجه‌بندی داشت. با اسم گلزار درجه‌بندی‌اش، ارزشی و سینمایی بود. با اسم آوینی خودش بود با همه ایدئولوژی، تفکر، نگرش و سینما.[۱۳]
- بهروز افخمی، کارگردان فیلم گفته که سید مرتضی آوینی «در مورد فیلم عروس به صورت خصوصی به من می‌گفت: در انتهای فیلم نتیجه‌گیری اخلاقی‌ای که گرفتی خوب نیست و به صورت فرمایشی و سفارشی به نظر می‌آید.» افخمی همچنین اشاره کرده که در زمان ارائه فیلم در جشنواره فیلم فجر نقدهای جریان روشنفکری نسبت به فیلم مثبت بوده، اما بعد از اکران عمومی فیلم و پس از حمایت جریان راست و روزنامه کیهان از آن، جریان روشنفکری علیه فیلم نقد نوشتند و آن را مبتذل خواندند.[۱۴]
- فرامرز رفیع‌پور: «در این فیلم، روحیه مصرف‌گرایی و نیز ارزش‌های مادی، ثروت، نابرابری و سودجویی به مثابه ارزش‌های مثبت اشاعه داده شده و در مقابل ارزش‌های مذهبی و انقلابی کاملاً تحت‌الشعاع ارزش‌های مادی و سودجویی قرار گرفته است.»[۱۵]